# Roman Diogenes
Roman Diogenes (sau Romanos/Romanus) (greacă Ρωμανός Δ΄ Διογένης, Rōmanos IV Diogenēs), (n. 1030, Cappadocia, Regiunea Anatolia Centrală, Turcia – d. 4 august 1072, Kınalıada Mahallesi⁠(d), Imperiul Otoman, Turcia) a fost un împărat bizantin în perioada 1068 - 1071.

## Ocuparea tronului
Roman Diogenes a fost fiul lui Constantin Diogenes, un strălucit general al lui Vasile al II-lea Bulgaroctonul și care a deținut ulterior însemnate funcții militare si politice în Imperiul Bizantin, fiind duce al Bulgariei, duce al Sirmiumului și al Tesalonicului. În 1031, Constantin Diogenes a fost acuzat de încercarea de uzurpare împotriva lui Romanos al III-lea Arghiros și a fost silit să se călugărească în mânăstirea lui Studios. Un an mai târziu, a fost implicat într-un nou proces de conspirație împotriva aceluiași împărat, fiind acuzat că a uneltit împreună cu Teodora Porfirogeneta, sora împărătesei Zoe. El s-a sinucis, aruncându-se de pe zidul închisorii.
Roman Diogenes era patriciu și deținuse înalte funcții sub împărații Constantin al IX-lea Monomahul și Constantin al X-lea Ducas. Fusese in 1053 duce al Paristrionului. roman Diogenes este și el autorul unei încercări de uzurpare a coroanei, pe care plănuise să o obțină cu sprijinul pecenegilor ce urmau să se pună în serviciul lui, înaintând asupra capitalei. Complotul a fost descoperit prin trădarea unuia dintre conspiratori. Evenimentul se plasează la sfârșitul domniei lui Constantin al X-lea Ducas sau îndată după moartea acestuia, izvoarele nefiind clare asupra acestui punct. Conform lui Attaliates, Roman Diogenes ar fi fost judecat de senat și condamnat la exil. Procesul a avut loc, în orice caz, după moartea lui Constantin al X-lea Ducas. După Zonaras, împărăteasa Evdochia Makrembolitissa a ordonat pedepsirea vinovatului. Toate sursele arată însă că, în cele din urmă, Roman a fost grațiat de Evdochia, care l-a cinstit și cu rangul de magistru și de stratelat (generalissim)ceva mai târziu, în ziua de Crăciun al anului 1067. Hotărârea de grațierea fost determinată de faptul că scopul rebeliunii lui Roman Diogenes nu era egoist, căci el dorea să scape de rele împărăția căzută într-o jalnică stare. Se pare că și frumusețea deosebită a acuzatului a influențat hotărârea împărătesei. Între grațiere și investirea cu amintitele titluri, Roman Diogenes a trăit la moșia sa din Capadocia. Desigur, acordarea acestor titluri nu făcea decât să pregătească cuviincios de nuntă pe viitorul soț al împărătesei.

## Imperiul Bizantin sub conducerea lui Roman Diogenes
Odată urcat pe tron Roman al IV-lea Diogenes organizează o primă expediție împotriva turcilor selgiucizi și a arabilor care a durat până în iarna lui 1068. La 20 noiembrie 1068, Roman a câștigat lupta de la Hieropolis asupra emirului mirdasid din Alep, Mahmud (1065-1074). Această victorie însă nu a fost fructificată și la sfârșitul lui ianuarie 1069 împăratul era din nou la Constantinopol. 
Roman Diogenes a plecat într-a doua expediție împotriva turcilor selgiucizi, înainte de Paștele anului 1069 (12 aprilie). În decursul acestei campanii, Roman Diogenes reușește să respingă pe turci din Capadocia, din nou invadată, dar are de făcut față unor noi greutăți: șeful franc Robert de Crispin se revoltă împotriva bizantinilor, apoi Filaret Bahramios, trimis de împărat să-i respingă pe turci în zona lacului Van, este înfrânt. Bizantinii pierd încă o dată o mare parte din Capadocia, Iconion este cucerit, dar ei reușesc iarăși sa i respimgă pe năvălitori. În primăvara lui 1070, împăratul trimite împotriva selgiucizilor pe Manuel Comnenul, fratele viitorului împărat Alexios I Comnen (1081-1181), care este însă înfrânt lângă Sebasteia și prins; el reușeste totuși să ajungă la o înțelegere cu învingătorul său, Khroudg, revoltat contra sultanului. Acesta vine împreună cu Manuel la Constantinopol trecând de partea împăratului.

## Bătălia de la Manzikert

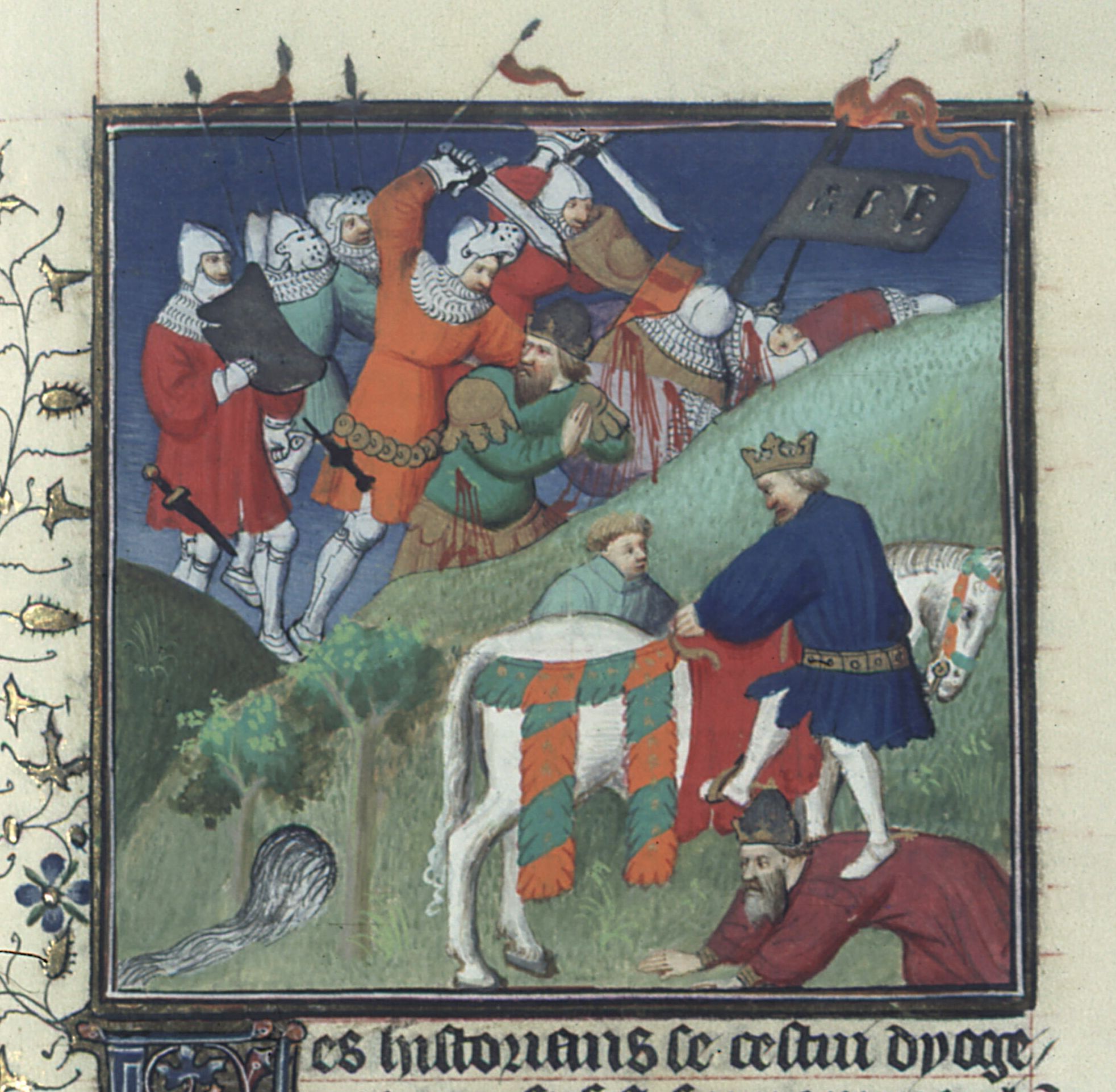
Bătălia de la Manzikert.

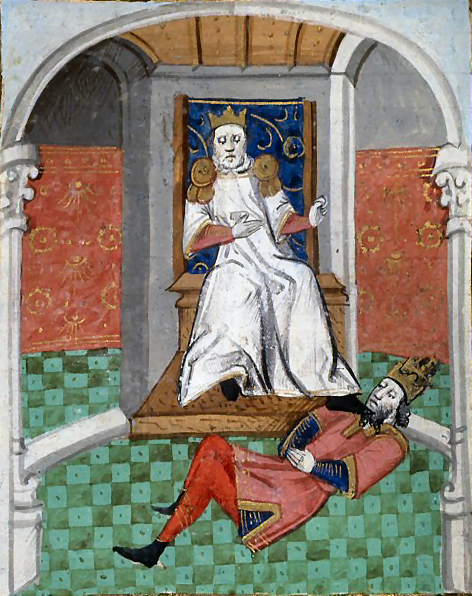
Roman Diogenes umilit de Alp Aslan, după Bătălia de la Manzikert

Roman a plecat în expediția împotriva turcilor selgiucizi în ziua de 13 martie 1071. În mai 1071, Roman ajunge la Caesaria și aici a avut loc o întrevedere cu generalii săi: Iosif Tarkaniotis, Nikephoros Bryenios, Mihail Psellos și alții. Ei au decis să recucerească Manzikert și Khaliat. Armata bizantină care număra aprox. 100 de mii de oameni s-a deplasat din Caesaria și a trecut prin Sevastia (Sivas), Colonia, Theodoropolis (Erzurum) unde a recrutat și alți oameni.
Conducătorul selgiucid Alp Aslan a fost surprins de această mișcare a împăratului Roman Diogenes și a cerut sprijinul tuturor musulmanilor într un război sfânt împotriva Imperiului Bizantin. Prin urmare armata sa cuprindea arabi, kurzi, tribali din Iran, Irak, Siria și desigur turci.
La 20 august 1071 bizantinii recuceresc Manzikert (i se mai zice si Malâzgird; în armeană: Մանզիկերտ, Manzikert). Azi localitatea se află in provincia Muș din estul Turciei
Din acest moment se petrec mai multe acte de trădare față de împăratul bizantin Roman Diogenes. Astfel generalul bizantin Tarkaniotis a ales să se retragă cu forțele sale spre Melitene fără să-l informeze pe Roman Diogenes și fără a mai participa la bătălie. Mai există dovezi incontestabile că si normandul Roussel de Bailleul, un mercenar angajat de bizantini, l-a trădat pe Romanos Diogenes înaintea batăliei de la Manzikert. Roussel de Baileul conducea escadroanele francilor, ferengii cum le spuneau arabii.
În perioada ce a urmat Alp Aslan i-a propus împăratului bizantin un armistițiu.
Alp Aslan pierduse mulți oameni și cai la trecerea Eufratului precum și dezertori după ce preluase orasul Alep. El trimisese pentru trupe în Azerbaijan și mai dorea să recruteze încă 10 000 de kurzi pentru cavalerie dar pentru a-și strânge armata el avea nevoie de timp și împăratul bizantin știa acest lucru.
Roman știa că nu va mai avea această șansă de a înfrânge pentru totdeauna această amenințare, cu toate că generalii săi îi cereau să accepte armistițiul.
Oastea lui Roman era destul de pestriță. Astfel atunci când a ajuns la Erzurum (vechiul Theodosopolis, termenul de Erzurum este deformarea numelui arab întrucât acestia i-au spus Arz ar Rum adică pământul Romanilor) e posibil ca împăratul bizantin să fi încorporat în oastea sa și kurzii din împrejurimi
O altă populație care alcătuia oastea lui Roman Diogenes erau uzii. Ei constituiau de altfel și cea mai mare parte a mercenarilor angajați de bizantini pentru bătălia de la Manzikert și tot ei sunt cei care vorbeau o limbă foarte asemănătoare cu cea a turcilor selgiucizi. Ca lider al turcilor selgiucizi, carisma cunoscută a nobilului turanic Alp Aslan exercita o fascinație uriașă aspra turcilor Uz. I-au trădat și turcii Uz pe bizantini la 1071? Plauzibil întrucât peste 100 de ani nu se va mai aude nimic despre ei, integrați și asimilați complet în masa de turci selgiucizi.
În aceste condiții e posibil ca în momentul armistițiului propus împăratului bizantin ca Alp Aslan să fi luat deja legătura cu turcii uz din armata bizantină
Alp Aslan se aștepta sa moară în această bătălie. Ca un bun musulman îmbrăcase înainte de rugăciune cămașa albă, bare putea fi prea bine și cămașa morții, știut fiind faptul că musulmanii sunt îngropați în giulgiu alb. Această tradiție musulmană ajungând și pe meleagurile românesti. Astfel Tudor Vladimirescu spunea : De când m-am născut cu cămașa morții m-am îmbrăcat, aceste cuvinte plecau din legenda selgiucida prințului Alp Aslan.
Armata selciucă a jurat credință ca în cazul morții lui Alp Aslan lui Malik șah care ar fi devenit următorul sultan.
În timpul bătăliei de la Manzikert, Roman este trădat și de către Andronic, fiul lui Ioan Dukas, care retrage de pe câmpul de luptă. Acesta din urmă dorind tronul bizantin pentru familia sa.
La Manzikert, pe 26 august 1071, Roman este înfrânt și luat prizonier de către turci. S-a păstrat un document credibil privind conversația dintre musulmanul sunnit Alp Aslan, învingătorul de la Manzikert și Roman Diogenes. Alp Aslan îl întreabă pe mândrul roman adus în fața lui:
Ce ai fi făcut tu, dacă aș fi fost adus înaintea ta ca prizonier?
Romanos Diogenes îi răspunde cuvenit, adică sfidator, turcului:
Probabil că te-aș fi omorât imediat, ori te aș fi dus la Constantinopol, unde trupul tău urma să fie târât pe străzile orașului
Alp Aslan decide altfel:
Pedeapsa pe care ți-o dau eu este mult mai grea. Te iert și te las liber.

## Imperiul Bizantin dupa Manzikert
Familia Ducas nu mai putea să-i permită lui Roman să mai rămână pe tronul Imperiului.